# Me, live!
Me, live! — концертный альбом известного итальянского певца и киноактёра Адриано Челентано, выпущенный в 1979 году.

## Описание
Диск содержит запись концерта Адриано Челентано, который состоялся 28 августа 1977 года в Чезене, на Стадионе Дино Мануцци. В 2001 году альбом был переиздан на CD под названием Il concerto di Adriano.
Долгое время Me, live! был единственным концертным альбомом исполнителя. Однако в 2012 году был выпущен новый — Adriano Live.

## Список композиций
| №   | Название                                               | Автор(ы)                                         | Длительность |
| --- | ------------------------------------------------------ | ------------------------------------------------ | ------------ |
| 1.  | «Taparara» (песня без слов)                            | А. Челентано                                     | 3:26         |
| 2.  | «Pregherò» (кавер на популярную песню «Stand by me»)   | Б. Кинг, Д. Баки,                                | 3:50         |
| 3.  | «Bellissima»                                           | Л. Беретта, А. Челентано, Мики Дель Прете        | 4:01         |
| 4.  | «Presentazione Orchestra» (объявление имён музыкантов) | —                                                | 1:41         |
| 5.  | «When love…»                                           | Д. Бескует, Мики Дель Прете                      | 4:32         |
| 6.  | «Un albero di 30 piani»                                | А. Челентано                                     | 4:08         |
| 7.  | «A woman in love»                                      | Ф. Лоессер                                       | 1:24         |
| 8.  | «Rock Around the Clock»                                | Джими Де Найт, Макс Фридман                      | 1:54         |
| 9.  | «Il pallone da Basket»                                 | —                                                | 0:49         |
| 10. | «Storia d´amore»                                       | Л. Беретта, А. Челентано, Мики Дель Прете        | 5:57         |
| 11. | «Il ragazzo della via Gluck»                           | Л. Беретта, А. Челентано, Мики Дель Прете        | 4:12         |
| 12. | «Svalutation»                                          | Л. Беретта, В. Паллавичини, А. Челентано         | 4:58         |
| 13. | «Azzurro»                                              | П. Конте, В. Паллавичини                         | 3:12         |
| 14. | «Kiss me good-bye»                                     | Д. Бескует, Мики Дель Прете, Д. Мараскалко       | 7:19         |
| 15. | «Aih! Aih! Rock/Rip It Up»                             | Р. Блэкуэлл, Д. Мараскалко, А. Челентано         | 7:29         |
| 16. | «Prisencolinensinainciusol»                            | А. Челентано                                     | 2:47         |
| 17. | «Ciao ragazzi»                                         | А. Челентано, Мики Дель Прете, Д. Мариано, Могол | 1:41         |